# 小行星20898
小行星20898（20898 Fountainhills）是一颗绕太阳运转的小行星，为主小行星带小行星。该小行星于2000年11月30日发现。

## 轨道参数
小行星20898的轨道半长轴为4.2293666 UA，离心率为0.465。